# Гомбоева, Светлана Вадимовна
Светлана Вадимовна Гомбоева (род. 8 июня 1998, Усть-Ордынский, Иркутская область) ― российская спортсменка, стрелок из лука. Серебряный призёр XXXII летних Олимпийских игр в командных соревнованиях (2021). Чемпионка Европы в командных соревнованиях (2021). Победитель и бронзовый призер этапа кубка мира в личных и командных соревнованиях (2021). Серебряный призер Всемирной летней универсиады в командных соревнованиях (2019). Серебряный призер первенства мира в смешанных командах (микст) (2017). Двукратный серебряный призер первенства мира в помещении в личных и командных соревнованиях (2018). 
Двукратная чемпионка России (2021, 2024), двукратный серебряный призер чемпионата России (2020, 2025) в личных соревнованиях. Чемпионка России в командных соревнованиях (2024). Серебряный призер чемпионата России в смешанных командах (микст) (2025). Трехкратная чемпионка России в помещении (2018, 2021, 2024), бронзовый призер чемпионата России в помещении (2020) в личных соревнованиях. Двукратная чемпионка России в помещении (2020, 2021), серебряный (2025) и бронзовый (2024) призер чемпионата России в помещении в командных соревнованиях.
Мастер спорта России (2013), Мастер спорта России международного класса (2020), Заслуженный мастер спорта России (2021). Обладатель медали ордена «За заслуги перед Отечеством» I степени (2021).

## Биография
Родилась в посёлке Усть-Ордынский 8 июня 1998 года. Стрельбой из лука (классический лук) начала заниматься во время учёбы в 3-м классе школы, там первым её тренером стала Галушко Ольга Михайловна.
Живёт и тренируется в Улан-Удэ.
Выпускница по направлению подготовки Бизнес-информатика Бурятского государственного университета (БГУ) в городе Улан-Удэ.

## Спортивная карьера
По воспоминаниям Светланы Гомбоевой, ей не нравились уроки физкультуры в школе. В связи с этим она предпочла, как ей казалось, более лёгкий вид спорта, однако затем поняла, что стрельба из лука — вид не менее требовательный. Ей пришлось заниматься фитнес-тренировками, в том числе бегом. Лучница также посещала различные спортивные кружки, но другими видами спорта всерьёз не занималась.
В 2011 году начала осваивать блочный лук, однако в результате продолжила стрелять из олимпийского.
В 2012 году выполнила норматив Мастера спорта России в стрельбе из блочного лука.
Тренируется под руководством Константина Эрдыниева и Гэрэлмы Эрдыниевой.
Заняла второе место на этапе Гран-при в 2017 году. На юношеском чемпионате мира 2017 года, который проходил в аргентинском Росарио, Светлана Гомбоева завоевала серебряную медаль в соревновании смешанных пар. Также она выступила в индивидуальном турнире, где дошла до четвертьфинала, и в соревновании женских команд. Россиянки не сумели пройти дальше 1/8 финала.
Обладательница Кубка России 2017 года в командном зачёте взрослого состава сборной Республики Бурятия.
Участвовала на чемпионате мира 2018 года по стрельбе из лука в помещении, где стала серебряным призёром в личном и командном зачётах.
Завоевала серебряную медаль на Всемирной летней Универсиаде 2019 года, которая проходила в Неаполе, в составе женской команды с Ксенией Перовой и Еленой Осиповой.
В сентябре 2020 завоевала серебряную медаль чемпионата России.
В январе 2021 стала чемпионкой России по стрельбе из лука в закрытых помещениях. В марте 2021 года выиграла Кубок России, который проходил в Крыму.
В мае 2021 года стала бронзовым призёром и победителем второго этапа Кубка мира в Лозанне. После успешного выступления на Кубке мира вошла в ТОП-3 лучших лучников Кубка мира. Также она достигла стадии 1/16 финала на этапе Кубка мира в Париже.
6 июня 2021 года стала чемпионкой Европы 2021 года в составе сборной России. 28 июля 2021 Светлане Гомбоевой было присвоено звание «Заслуженный мастер спорта России».
Светлана Гомбоева на Олимпийских играх занимала после рейтингового раунда 45-е место, причём во время проведения соревнования россиянка почувствовала себя плохо из-за жары в Токио. 25 июля 2021 года Светлана в составе сборной России Ксенией Перовой и Еленой Осиповой завоевала серебряную медаль в женских командных соревнованиях. Россиянки в первом раунде победили сборную Украины со счётом 6:2, затем с сухим счётом прошли американок, а в полуфинале со счётом 5:1 оказались точнее немецких спортсменок. В финале со счётом 0:6 они уступили южнокорейским лучницам. В индивидуальном первенстве Гомбоева попала на нидерландскую спортсменку Габриэлу Схлуссер, и уступила ей в перестрелке со счётом 5:6.
19 августа 2021 года на чемпионате России, который проходил в городе Улан-Удэ, Светлана Гомбоева завоевала золотую медаль в индивидуальном зачёте. В сентябре Гомбоева и другие олимпийские медалисты России получили от правительства страны автомобиль BMW.

## Награды
- Медаль ордена «За заслуги перед Отечеством» I степени (11 августа 2021 года) — за большой вклад в развитие отечественного спорта, высокие спортивные достижения, волю к победе, стойкость и целеустремленность, проявленные на Играх XXXII Олимпиады 2020 года в городе Токио (Япония)[25].
- Медаль «За укрепление боевого содружества» (14 августа 2021)[26][27]